# Bộ Công dân vụ Việt Nam Cộng hòa
Bộ Công dân vụ Việt Nam Cộng hòa là cơ quan chính phủ phụ trách công tác giáo dục công dân, cải thiện dân sinh, nâng cao dân trí, tổ chức quần chúng và tuyên truyền chính trị của Việt Nam Cộng hòa. Bộ này được thành lập vào năm 1961 và bị giải thể sau cuộc đảo chính năm 1963. Trụ sở của Bộ Công dân vụ tọa lạc tại số 272, đường Hiền Vương, Quận 3, Sài Gòn.

## Lịch sử
Tiền thân là Phủ Đặc ủy Công dân vụ dưới thời Quốc gia Việt Nam, vốn là một cơ quan trực thuộc Phủ Thủ tướng được tạm thời thành lập theo Huấn thị số 11/TTP/NV ngày 7 tháng 3 năm 1955, trước khi chính thức thành lập và đặt trực thuộc Phủ Tổng thống Việt Nam Cộng hòa theo Sắc lệnh số 22/TTP ngày 18 tháng 11 năm 1955. Cơ quan này có nhiệm vụ tổ chức huấn luyện công dân, cải thiện dân sinh, nâng cao dân trí, phát động phong trào quần chúng và tuyên truyền tinh thần quốc gia. Đặc ủy trưởng Phủ Đặc ủy Công dân vụ đầu tiên là Kiều Công Cung tại nhiệm từ khi thành lập năm 1955 cho đến lúc mất năm 1959, sau đó Ngô Trọng Hiếu lên thay làm Đặc ủy trưởng tiếp theo từ năm 1959 đến năm 1961. 
Ngày 28 tháng 5 năm 1961, ngay sau khi Ngô Đình Diệm tái đắc cử Tổng thống nhiệm kỳ hai, chính phủ công bố việc cải tổ nội các và chính thức sáp nhập Phủ Đặc ủy Công dân vụ, Nha Tổng Giám đốc Thông tin và Nha Tổng Giám đốc Thanh niên tạo thành Bộ Công dân vụ. Ngô Trọng Hiếu được bổ nhiệm làm Bộ trưởng và là người duy nhất giữ chức vụ này trong suốt thời gian tồn tại của bộ. Bộ này hoạt động dưới sự chỉ đạo trực tiếp của Tổng thống và có mối liên hệ chặt chẽ với các tổ chức do Đảng Cần Lao hậu thuẫn. 
Sau cuộc đảo chính ngày 1 tháng 11 năm 1963, Bộ Công dân vụ chính thức bị giải thể vĩnh viễn vào ngày 2 tháng 11 cùng năm. Các chức năng về giáo dục công dân, cải thiện dân sinh, nâng cao dân trí, tổ chức quần chúng và tuyên truyền chính trị được chuyển về các bộ chuyên ngành hoặc các tổ chức dân sự khác. Kể từ đó, không có bộ nào mang tên hoặc chức năng tương đương được thành lập  trong bất kỳ chính phủ nào về sau của Việt Nam Cộng hòa cho đến năm 1975.

## Cơ cấu tổ chức
Nghị định số 1146-CDV ngày 15 tháng 11 năm 1961 tổ chức Bộ Công dân vụ được chia thành cơ quan trung ương và cơ quan địa phương:
Cơ quan trung ương
- Nha Đổng lý Văn phòng
  - Văn phòng
  - Phòng Bí thư và Giao tế
  - Phòng Báo chí
  - Phòng Công văn và Lưu trữ
- Nha Tổng Thư ký
  - Sở Hành chánh và Tài chánh (5 phòng)
  - Sở Pháp chế và Kiểm tra tài nguyên (2 phòng)
  - Sở Xã hội (2 phòng)
- Huấn luyện vụ
- Thanh tra vụ
- Tổng vụ Kế hoạch và Thông tin
- Tổng vụ Công tác và Thanh niên

Nghị định số 752-CDV ngày 17 tháng 7 năm 1962 tái lập lại Bộ Công dân vụ các cơ quan sau đây với những nhiệm vụ và cơ cấu cũ:
1. Nha Tổng Giám đốc Thanh niên thay thế Tổng vụ Công tác và Thanh niên;
2. Nha Tổng Giám đốc Thông tin để thay thế Tổng vụ Kế hoạch và Thông tin;
3. Phủ Đặc ủy Công dân vụ dưới danh từ mới là Tổng đoàn Công dân vụ.

Nghị định số 1236 CDV/TTK/NĐ ngày 9 tháng 11 năm 1962 của Bộ trưởng Công dân vụ tổ chức Tổng đoàn Công dân vụ như sau:
- Văn phòng Tổng đoàn
  - Phòng Công văn và Lưu trữ
  - Phòng Kiểm tra tài nguyên và Nghiên cứu động viên.
- Nha Kế hoạch, Công tác và Huấn luyện
  - Sở Công tác (2 phòng)
  - Sở Huấn luyện (2 phòng)
  - Sở Kế hoạch (2 phòng)
- Sở Hành chánh và Nhân viên
  - Phòng Pháp chế và Hành chánh
  - Phòng Nhân viên và Cán bộ
- Sở Tài chánh
  - Phòng Tài chánh và Ngoại viện
  - Phòng Vật liệu và Chuyển vận

Cơ quan địa phương
Cơ quan địa phương đặt tại các khu, tỉnh, quận, xã và ấp trên toàn lãnh thổ Việt Nam Cộng hòa. Nghị định số 084 CDV/TTK/NĐ ngày 19 tháng 1 năm 1962 của Bộ trưởng Công dân vụ ấn định tổ chức các sở và ty công dân vụ mới những đã hủy bỏ bởi nghị định số 809-CDV/TTK/4/NĐ ngày 26 tháng 7 năm 1962. Theo nghị định sau này thì Sở Thông tin Đô thành, Thành đoàn Công dân vụ Sài Gòn, Ty Thông tin, Ty Thanh niên và Tỉnh đoàn Công dân vụ, Chi Thông tin và các cơ cấu khác thuộc 3 ngành nói trên tại địa phương trong toàn quốc được tái lập như trước khi ban hành nghị định số 084 nói trên.

## Nhiệm vụ và quyền hạn
Bộ Công dân vụ có nhiệm vụ chính như sau:
1. Cải thiện dân sinh: thông qua các chương trình xã hội, phúc lợi, và phát triển cộng đồng.
2. Nâng cao dân trí: qua các hoạt động phổ biến kiến thức, huấn luyện công dân, và khuyến khích tinh thần tự lực.
3. Giáo dục công dân: tổ chức các lớp học chính trị, huấn luyện tinh thần quốc gia, phát huy "đạo làm người" theo chủ nghĩa Nhân vị.
4. Tổ chức và điều hành phong trào quần chúng: điều phối các hội đoàn thân chính phủ để mở rộng ảnh hưởng của nhà nước đến cơ sở.
5. Tuyên truyền chính trị: cổ vũ các giá trị quốc gia, chống lại ảnh hưởng của chủ nghĩa cộng sản thông qua các hoạt động văn hóa và xã hội.
6. Phối hợp hành chính cấp xã, ấp: hỗ trợ triển khai các chương trình như "Ấp chiến lược", thông qua công tác tổ chức dân cư và vận động nhân dân.

## Nguyệt sanTiến Thủ
Bộ Công dân vụ còn sở hữu tờ nguyệt san Tiến Thủ mà tiền thân là tuần san Lá Thư Tu Nghiệp, được xem là "Tiếng nói của những người công chức có chí hướng phấn đấu"; số đầu tiên của Tiến Thủ xuất bản tháng 11 năm 1960 và số cuối cùng là tháng 12 năm 1963. Theo tôn chỉ đây là cơ quan ngôn luận của Bộ Công dân vụ, do Học viện Quốc gia Hành chánh chủ trương, người thực hiện là nhóm Thái Phong, Ngọc Lê, Bửu Huỳnh, Hoàng Sơn, Vĩnh Thọ... Đây cũng là một trong những công cụ tuyên truyền của nền hành chính của Ngô Đình Diệm dựng nên, ca ngợi "Nền kinh tế Việt Nam phát triển mặc dù cộng sản luôn tìm cách phá hoại" (tác giả Phủ Nhuận), hoặc ca ngợi kế hoạch "ngũ niên" 1957-1961 đã đạt "vẻ vang" "chưa từng thấy trong lịch sử nước nhà"... Nhưng cũng có những bài báo tiến bộ tác động tích cực đến xã hội. Sang đến năm 1963, báo này chủ trương tuyên truyền mạnh cho quốc sách ấp chiến lược của Ngô Đình Diệm, chuyên mục này kéo dài từ năm 1962 đến tháng 10 năm 1963.
Tuy nhiên đây vẫn là một diễn đàn ủng hộ chính quyền Ngô Đình Diệm về kế hoạch mở rộng ấp chiến lược bằng cách ngợi ca hiệu quả kinh tế mà "mô hình" này mang lại như các bài: "Dư luận thế giới về ấp chiến lược", "Quốc sách dinh điền trong 9 năm qua", "Vấn đề tiêu thụ gạo trong ấp chiến lược"... Vào thời kỳ sau, Tiến Thủ cũng có những bài báo mang tính chất phản kháng chống lại chính quyền Ngô Đình Diệm, khi nói về các vấn đề quan hệ đối ngoại. Nhìn chung Tiến Thủ đóng vai trò là loại báo chí của chính quyền chủ trương và là tiếng nói của các bộ trong chính phủ Ngô Đình Diệm nên tính chất thông tin nội bộ của nó nhiều hơn là tính chất báo chí.

## Danh sách Bộ trưởng
| TT | Hình ảnh | Tên gọi (Sinh–Mất)         | Nhậm chức           | Rời chức            | Ghi chú                          |
| -- | -------- | -------------------------- | ------------------- | ------------------- | -------------------------------- |
| 1  |          | Ngô Trọng Hiếu (1912–1985) | 28 tháng 5 năm 1961 | 2 tháng 11 năm 1963 | Bộ trưởng đầu tiên và cuối cùng. |

## Nhận định
Bộ Công dân vụ là một cơ quan đặc thù phản ánh xu hướng tổ chức chính quyền theo mô hình ý thức hệ hóa dưới thời Đệ Nhất Cộng hòa. Bộ này góp phần củng cố tinh thần quốc gia, giáo dục công dân, cải thiện dân sinh, nâng cao dân trí và tổ chức phong trào quần chúng, đặc biệt trong các chương trình như ấp chiến lược, giúp chính quyền mở rộng ảnh hưởng đến nông thôn. Tuy nhiên, bộ này cũng bị chỉ trích vì chức năng chồng chéo với các bộ khác và thiếu tính chuyên môn hành chính. Việc gắn liền với Đảng Cần Lao khiến bộ mang nặng màu sắc chính trị tư tưởng, bị xem là công cụ phục vụ chế độ hơn là cơ quan hành chính thuần túy. Sau đảo chính năm 1963, bộ này bị giải thể và không được tái lập trong bất kỳ chính phủ nào về sau, cho thấy một chuyển hướng rõ rệt sang mô hình chính quyền thực dụng, chuyên môn hóa, ít lý tưởng hóa hơn trong bối cảnh chiến tranh leo thang.